# エスメラルダ (コルベット)
| 1879年に撮影された写真。 | |
| 艦歴                     | |
| 発注:                    | 1854年 |
| 起工:                    | 1854年12月 |
| 進水:                    | 1855年6月26日                                                                                                  |
| 就役:                    | 1855年9月18日                                                                                                  |
| 退役:                    | |
| その後:                  | 1879年5月21日戦闘で沈没。                                                                                      |
| 除籍:                    | |
| 主要目                   | |
| 排水量:                  | 854トン |
| 全長:                    | 39.6m（130フィート）                                                                                           |
| 全幅:                    | 9.8m（32フィート）                                                                                             |
| 吃水:                    | 5.5m（18フィート）                                                                                             |
| 機関:                    | 型式不明石炭専焼缶 （主缶×2、補助缶×2） +レシプロ機関2基1軸推進                                                |
| 最大出力:                | 200ihp、31rpm                                                                                                  |
| 最大速力:                | 8ノット |
| 航続距離:                | |
| 燃料:                    | 石炭 |
| 乗員:                    | 200名 |
| 兵装:                    | 32ポンド滑腔砲20門 （改装後：アームストロング40ポンド前装ライフル砲12門、ホイットワース40ポンド前装滑腔砲4門） |
| 装甲:                    | なし |

エスメラルダは、19世紀後半にチリ海軍が保有したコルベットの一隻。同名のチリ軍艦としては2代目となる。スペインとの戦争及び南米の太平洋戦争で使用され、イキケの海戦で沈没した。

## 建造
1852年6月30日に、チリ政府は、蒸気機関搭載のコルベットを建造する方針を決定した。しかし、議会の承諾がすぐに得られなかったので、着工は遅れて1854年となった。イギリスのケント州ノースフリートにあったヘンリー・ピッチャー（Henry Pitcher）造船所に発注され、1854年12月に起工された。1855年6月に進水し、かつてスペインから鹵獲したフリゲートの艦名にちなんで「エスメラルダ」と命名された。艤装完了後にファルマスから出航し、1856年11月7日にバルパライソに到着した。建造費用は21万7千ドルを要した。
船体は木造で、船底は銅板で保護されていた。推進装置はスクリュー式で、帆走時には水中抵抗物となるスクリューを引き上げることも可能だった。コルベットであったが、同時期のフリゲート並みに高級な設備を有していたといえる。武装は舷側砲列式で32ポンド前装滑腔砲20門を装備していた。

## 運用
1865年、チリはスペインと開戦する。同年11月26日、コキンボ沖で「エスメラルダ」（Juan Williams Rebolledo艦長）はイギリスの旗と救難信号を掲げてスペイン砲艦「コバドンガ」に接近。停船した「コバドンガ」に対し「エスメラルダ」はチリの旗を揚げて攻撃を開始し、「コバドンガ」を降伏させた。
その後「コバドンガ」はチリ海軍に編入された。
1867年から翌年にかけて改装工事を受けた。これにより武装を、アームストロング社製40ポンド前装ライフル砲12門、及びホイットワース社製40ポンド前装滑腔砲4門へと変更している。ボイラーも換装した。1875年には悪天候で座礁事故を起こし、チリ産のオーク材で修復されている。
その後、士官候補生の練習航海に使用されたりした。

### 太平洋戦争
1879年、ペルー・ボリビア同盟との間で太平洋戦争が勃発する。
1879年4月3日、Williams Rebolledo率いるチリ艦隊（「アルミランテ・コクレーン」、「ブランコ・エンカラダ」、「エスメラルダ」ほか）はアントファガスタから北へ向かう。4月5日にイキケ沖に着くと、Williamsは4月15日からの封鎖実施を宣言した。
5月16日（15日とも）、Williamsは「エスメラルダ」と「コバドンガ」をイキケ封鎖に残し、カヤオ攻撃に向かった。同じ16日、ペルー装甲艦「ワスカル」、「インデペンデンシア」は輸送船を護衛してカヤオを離れた。5月20日にアリカに到着後、チリ艦隊主力がイキケに不在であることを知ったペルー側は装甲艦2隻をイキケへ向かわせた。こうしてイキケの海戦が生起することとなる。
5月21日朝、「ワスカル」と「インデペンデンシア」はイキケに出現。「エスメラルダ」艦長のアルトゥーロ・プラット (Arturo Prat) は吃水の深い敵艦が近づけず、また砲撃しにくくなることを狙って、「エスメラルダ」と「コバドンガ」を岸近くの町を背にした場所へと移動させた。戦闘開始時、「エスメラルダ」ではボイラーに不調をきたし、速力が低下した。ペルー側は「ワスカル」が「エスメラルダ」を、「インデペンデンシア」が「コバドンガ」を攻撃したが、その砲撃は正確さを欠いた。一方「エスメラルダ」は「ワスカル」に命中弾を与えるも、その装甲を貫けなかった。ペルーの砲台が砲撃を始めると「エスメラルダ」はその射程外へ逃れようと動き出したが、ボイラーの一つが破裂し、さらに機関室に被弾してそこにいた者全員が死亡。動けなくなった「エスメラルダ」へ「ワスカル」は体当たりを行ったが、この1回目の体当たりは効果がなかった。この時プラットは「ワスカル」へ乗り込むも彼に続いたのは一人のみで、二人とも死亡することとなる。続いて「ワスカル」の2度目の体当たりをおこなうが効果不十分であった。この時にはより多くのものが「ワスカル」に乗り込むも撃退された。「エスメラルダ」は「ワスカル」の3度目の体当たりを受けた後、沈没した。63名が救助されて捕虜となり、135名ないし149名が死亡した。

## その後

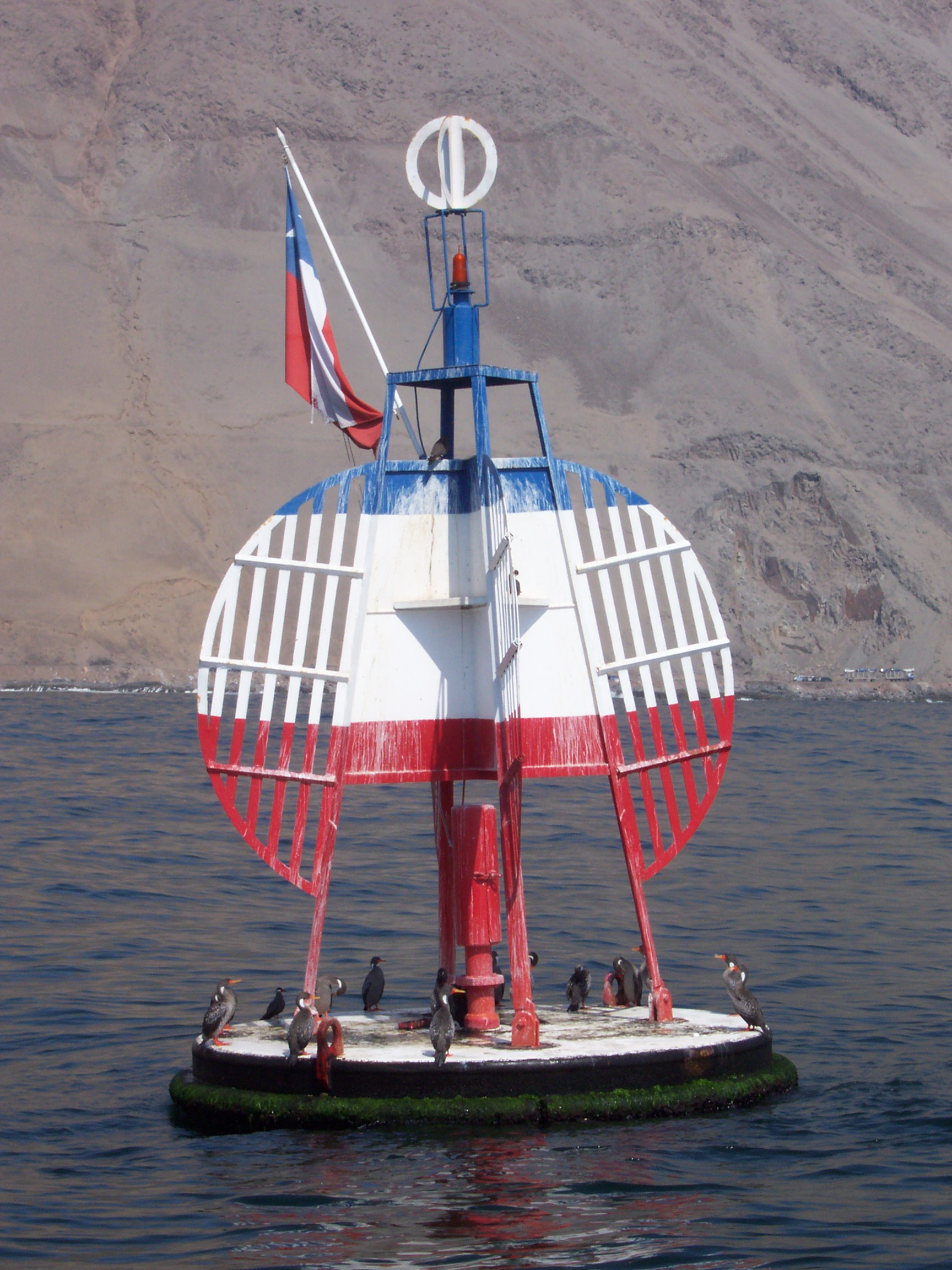
「エスメラルダ」の沈没地点を示す浮標。

「エスメラルダ」はイキケの海戦において勇敢に戦って沈没したと、チリでは評価されている。戦死した艦長のプラット中佐は、今でもチリ海軍にとって最大の英雄である。イキケ沖42mの海底に沈んだ残骸は、1973年にチリの国指定歴史記念物に指定された。1979年にはチリ海軍のダイバーによる潜水調査で、その遺物が確認されている。毎年5月21日には、沈没地点で式典が行われている。
また、初代の「エスメラルダ」鹵獲の戦勝と合わせて、その艦名はチリ海軍にとって特別なものとなった。そのため、21世紀初頭までに4隻の同名艦が建造されている。うち3代目は防護巡洋艦で、日本に売却されて「和泉」となった。最も新しい6代目は帆走練習艦の「エスメラルダ」で、2009年時点でもチリ海軍で運用されている。